# Parque Nacional La Cangreja

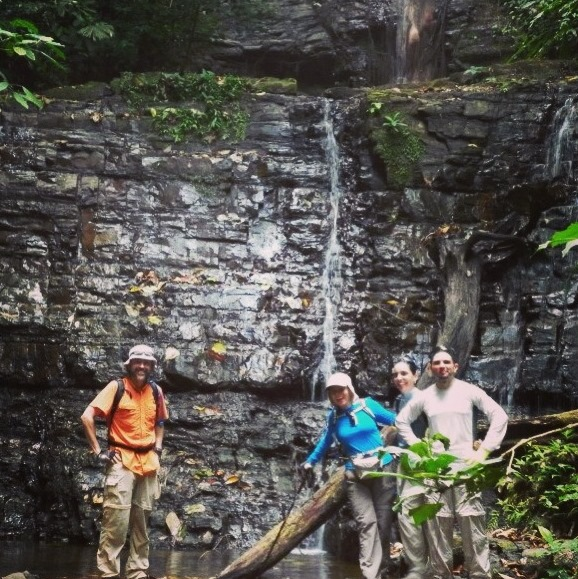
Cascata Parque Nacional La Cangreja

O Parque Nacional La Cangreja, conhecido até 2002 como Zona Protegida Cerro de la Cangreja, é um Parque Nacional localizado no Cantão Puriscal da Província de San José, no centro-oeste da Costa Rica.